# Saxi-Bourdon
Saxi-Bourdon est une commune française, située dans le département de la Nièvre en région Bourgogne-Franche-Comté.

## Géographie
Saxi-Bourdon est une commune située dans le canton de Saint-Saulge, aux confins du Bazois et des Amognes, à la limite sud de ce qu'on appelle les Vaux de Montenoison, une dépression qui court à la bordure ouest du massif de Saint-Saulge et du Bazois. À l'est se trouvent donc les hauteurs du Bois Joly et à l'est se dressent les hauteurs du Bois Château.
La commune est bordée au nord par la route de Nevers à Saint-Saulge. Elle est reliée au sud par Rouy ou par Billy-Chevannes à la route de Nevers à Autun.
Le territoire est un « patchwork » de prairies où sont élevées les bovins et les moutons, et de champs de céréales. Les « rues » sont bordées de noyers et de haies qui donnent à ce village une allure délicieusement bucolique. Saxi-Bourdon est arrosée de nombreux cours d'eau dont le ruisseau de Trougny et celui de la Queue de l'Étang qui se jettent dans la Canne, affluent de l'Aron. La Canne, venant de Jailly, traverse la commune sur quelques centaines de mètres, baigne les pieds du manoir de Pontillard et arrose l'Étang Neuf et son vieux moulin.
Autour du bourg de Saxy qui accueille l'église, la mairie école et la salle des fêtes Saint-Léger, la population est répartie entre de nombreux hameaux. Au sud se trouve le plus peuplé, plus peuplé que le bourg centre : il s'appelle « les Simonots » du surnom qui était donné à une très nombreuse famille qui habitait ce lieu autrefois dénommé « les Tannières ». Pornat, les Loges, le Bois de Fourcherenne, la Queue de l'Etang, Merlanveau forment des hameaux de moindre importance. Mais il faut aussi citer Pontillard, Percy, Trougny, les Champs Bourdiaux, les Champs Canon, les Brossas, l'ancienne paroisse de Narloup autres lieux habités.

### Climat
Pour des articles plus généraux, voir Climat de la Bourgogne-Franche-Comté et Climat de la Nièvre.
En 2010, le climat de la commune est de type climat océanique dégradé des plaines du Centre et du Nord, selon une étude du Centre national de la recherche scientifique s'appuyant sur une série de données couvrant la période 1971-2000. En 2020, Météo-France publie une typologie des climats de la France métropolitaine dans laquelle la commune est exposée à un climat océanique altéré et est dans la région climatique  Centre et contreforts nord du Massif Central, caractérisée par un air sec en été et un bon ensoleillement. 
Pour la période 1971-2000, la température annuelle moyenne est de 10,9 °C, avec une amplitude thermique annuelle de 16,2 °C. Le cumul annuel moyen de précipitations est de 965 mm, avec 12,8 jours de précipitations en janvier et 8,3 jours en juillet. Pour la période 1991-2020, la température moyenne annuelle observée sur la station météorologique de Météo-France la plus proche, « Ourouer », sur la commune de Vaux d'Amognes à 14 km à vol d'oiseau, est de 11,3 °C et le cumul annuel moyen de précipitations est de 889,3 mm. 
La température maximale relevée sur cette station est de 41,5 °C, atteinte le 7 août 2003 ; la température minimale est de −13,5 °C, atteinte le 1er mars 2005,,. 
Les paramètres climatiques de la commune ont été estimés pour le milieu du siècle (2041-2070) selon différents scénarios d'émission de gaz à effet de serre à partir des nouvelles projections climatiques de référence DRIAS-2020. Ils sont consultables sur un site dédié publié par Météo-France en novembre 2022.

## Urbanisme

### Typologie
Au 1er janvier 2024, Saxi-Bourdon est catégorisée commune rurale à habitat très dispersé, selon la nouvelle grille communale de densité à sept niveaux définie par l'Insee en 2022.
Elle est située hors unité urbaine. Par ailleurs la commune fait partie de l'aire d'attraction de Nevers, dont elle est une commune de la couronne,. Cette aire, qui regroupe 93 communes, est catégorisée dans les aires de 50 000 à moins de 200 000 habitants,.

### Occupation des sols
L'occupation des sols de la commune, telle qu'elle ressort de la base de données européenne d’occupation biophysique des sols Corine Land Cover (CLC), est marquée par l'importance des territoires agricoles (81,4 % en 2018), en diminution par rapport à 1990 (82,4 %). La répartition détaillée en 2018 est la suivante : prairies (44 %), terres arables (32,2 %), forêts (17,2 %), zones agricoles hétérogènes (5,2 %), milieux à végétation arbustive et/ou herbacée (1,4 %). L'évolution de l’occupation des sols de la commune et de ses infrastructures peut être observée sur les différentes représentations cartographiques du territoire : la carte de Cassini (XVIIIe siècle), la carte d'état-major (1820-1866) et les cartes ou photos aériennes de l'IGN pour la période actuelle (1950 à aujourd'hui).

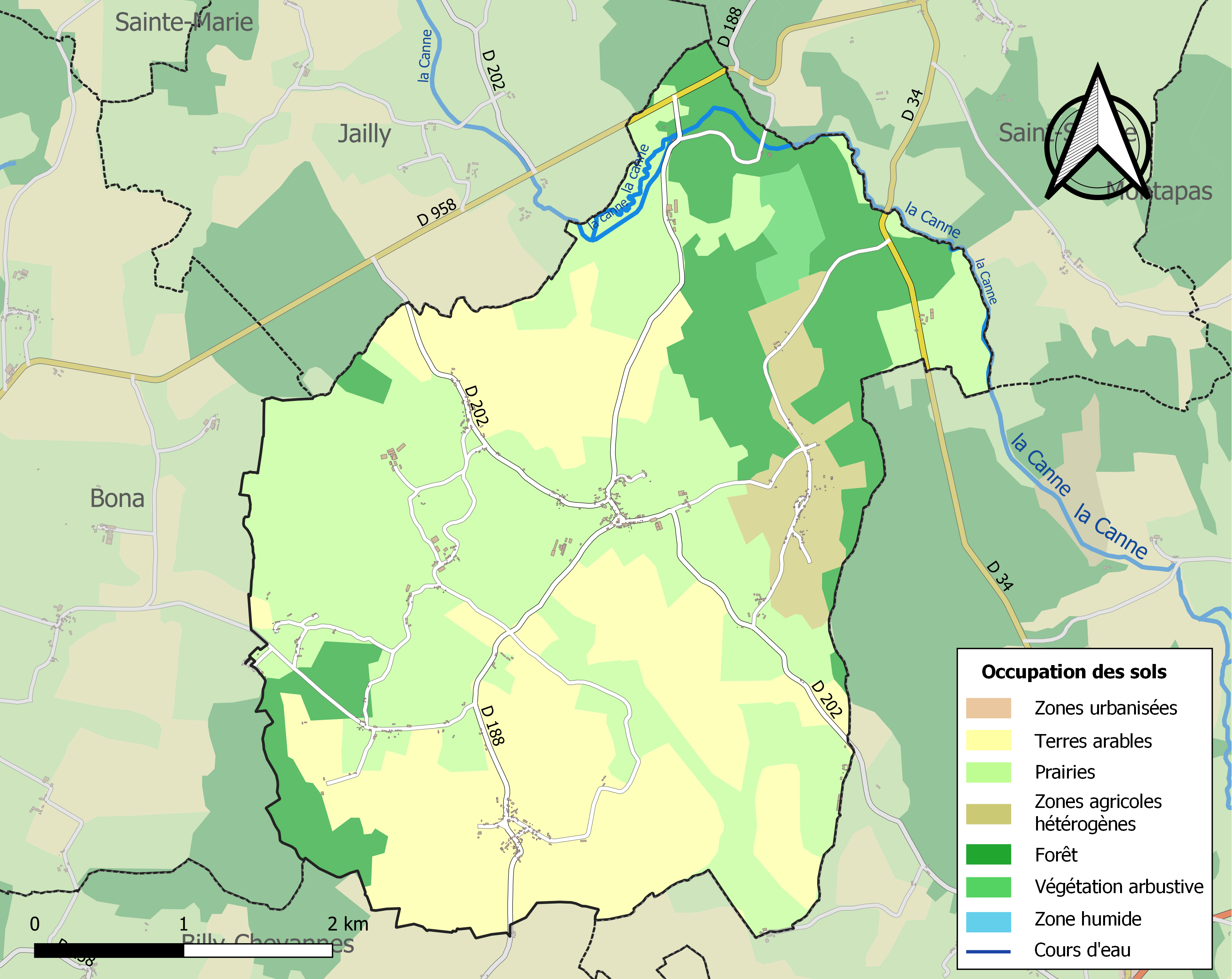
Carte des infrastructures et de l'occupation des sols de la commune en 2018 (CLC).

## Histoire
On sait peu de choses sur les origines de Saxy-Bourdon (que l'on écrit maintenant Saxi-Bourdon). Une voie romaine secondaire traversait le territoire venant de Rouy et allant vers Huez (Bona). Au IXe siècle, l'édit de Pistes conseilla aux seigneurs de construire des maisons fortifiées. Ce qui fut sans doute à l'origine des six mottes féodales recensées par l'archéologue Magdelaine. À Lathenon se trouvent les traces de l'une d'entre elles.
Le territoire, à partir du Xe siècle aurait été partagé entre deux seigneuries, celle des Saint-Saulge qui possédaient le château de Fourcherenne et celle des Saxy.
L'histoire est mieux connue à compter de la fin du XIVe siècle. Le château de Fourcherenne qui aurait été bâti en dur vers cette époque sera transformé par Pierre du Verne, l'un des maîtres d'hôtel de Jean de Clamecy, le comte de Nevers. Ce château passera de père en fille, des du Verne aux Fontenay puis aux Babute avant d'être acheté en 1628 par Florimond Rapine, conseiller et procureur général du duc de Mantoue. Son fils Pierre achètera en 1640 la seigneurie de Saxy réunissant ainsi les deux seigneuries. Elles demeureront dans la famille Rapine jusqu'à la Révolution.
Acheté lors de la Révolution par un nommé Vincent, le château de Fourcherenne fut ensuite vendu à Durand de Faÿe et resta dans cette famille en passant à chaque génération de père en fille jusqu'à Mme Longchampt Dulignier propriétaire à la fin du XXe siècle. Deux des propriétaires furent maires de Saxy-Bourdon, Durand la Faye eè Pellecier.
Au cours du XIXe siècle l'histoire de Saxy-Bourdon est analogue à celle de beaucoup de petites communes. Le curé constitutionnel Bernard Antoine Frébault fut le premier maire élu en 1790. La population fut invitée à manifester son zèle révolutionnaire. C'est ainsi que fut exploitée de façon intensive le salpêtre que produisaient les murs de l'église, au risque de la mettre en péril !
En 1795, sous le Directoire, la commune perdit sa mairie et dépendit un temps de la « municipalité » cantonale de Rouy.
Bonaparte rétablit la municipalité dans chaque commune et jusqu'à 1815, celle de Saxy-Bourdon fut dirigée par le maire Amable des Ulmes, le châtelain de Trougny. Pendant les Cent-Jours, Pierre Courtoux fut élu maire bonapartiste mais n'eut pas le temps de siéger.
Sous les règnes de Louis XVIII et Charles X se succédèrent le meunier Nicolas Melaine et le notaire François Javon.
Au lendemain des "trois Glorieuses" le ministre Guizot avait nommé Durand de Fâÿe. Mais les élections de 1830 portèrent un nommé Jean Grizard, meunier du foulon de Pontillard, à la mairie. Une cabale dénoncée par les supporters de Grizard aboutit cependant : Grisard est débarqué par le préfet qui nomme Durand la Faÿe ! Celui-ci restera en poste jusqu'en 1848
En 1848 ce sont les républicains qui l'emportèrent. Ils portèrent à la tête de la mairie Jean Baptiste Grizard, le fils de l'ancien maire. Belle revanche mais de courte durée puisque le président de la République Louis Napoléon Bonaparte le révoque dès le 21 février 1850.
À la veille du coup d'État de 1851, les républicains inquiets se mobilisent dans des sociétés secrètes. Le général Pellion procède dans le département à de nombreuses arrestations préventives. Plusieurs habitants de Saxy-Bourdon sont arrêtés : Philibert Trameçon, Marcel Jolly, Edme Courtoux dit « Fortuné » - pourtant le fils de l'ancien maire bonapartiste - et Jean Baptiste Grisard, l'ancien maire tenu par le juge Lassier de Saint-Saulge comme l'un des meneurs du mouvement dans la canton. Ces deux derniers sont condamnés à être « transportés » en Afrique.
Pendant toute la durée du Second Empire, la commune fut dirigée par Louis Petit dit « Louiset » puis par Pellecier, fils d'un général du Premier Empire. Avec le retour de la République, c'est « Fortuné » Courtoux qui devient maire. C'est sous son majorat qu'en 1885 la mairie décida de démonter le clocher en bois de l'église qui menaçait ruine. Les cloches furent descendues et installées pendant plusieurs décennies sur des bâtis en bois sur le parvis de l'église. Cette installation originale fit le bonheur des photographes et vendeurs de cartes postales.
À la mort de « Fortuné » lui succéda un maire modéré, Jean Bernard, jusqu'en 1900. À cette date c'est la gauche radicale et socialiste qui remporte les élections municipales. Trois maires de cette tendance se succèdent : Jean Gaudry jusqu'à sa mort en 1906, Jean Baptiste Briland, le cabaretier, puis Edme Fleury qui sera le maire pendant la Première Guerre mondiale.

## Politique et administration

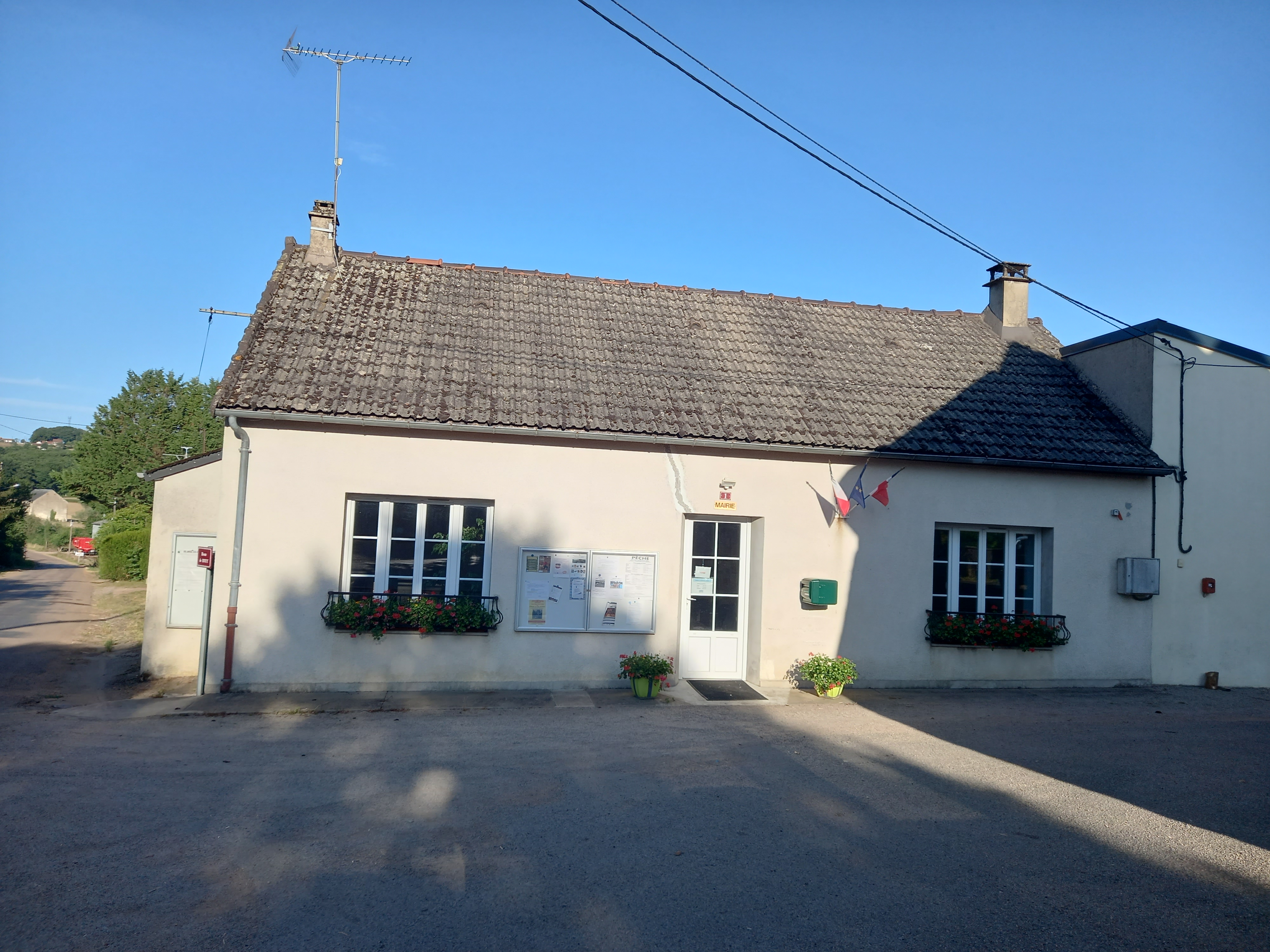
Mairie.

| Période                                  | Période  | Identité                 | Étiquette | Qualité     |
| ---------------------------------------- | -------- | ------------------------ | --------- | ----------- |
| mars 2001                                | En cours | Jean-Philippe Gauthier   |           | Agriculteur |
| 1989                                     | 2001     | Jean Richet              |           |             |
| 1956                                     | 1989     | Robert Championnat       |           |             |
| 1942                                     | 1956     | Simon Gauthier           |           |             |
| 1934                                     | 1942     | Edme Bernard             |           |             |
| 1919                                     | 1934     | Felix Courtoux           |           |             |
| 1912                                     | 1919     | Edme Fleury              |           |             |
| 1906                                     | 1912     | Jean Baptiste Briland    |           | Cabaretier  |
| 1900                                     | 1906     | Jean Gaudry              | radical   |             |
| 1896                                     | 1900     | Jean Bernard             |           |             |
| 1876                                     | 1896     | Edme Courtoux            |           |             |
| 1872                                     | 1876     | Edme Petit               |           |             |
| av 1865                                  | 1872     | Philippe Pellecier       |           | Médecin     |
| 1852                                     |          | Louis Petit dit Louiset  |           |             |
| 1850                                     | 1852     | Charles Durand de Faÿe   |           | Meunier     |
| 1848                                     | 1850     | Jean Grisard fils        |           | Meunier     |
| 1835                                     | 1848     | Charles Durand de Faÿe   |           |             |
| 1831                                     | 1835     | Jean Baptiste Grisard    |           | Meunier     |
| oct 1830                                 | déc 1831 | Charles Durand de Faÿe   |           |             |
| 1820                                     | 1830     | François Javon           |           | Notaire     |
| oct 1815                                 | oct 1820 | Nicolas Melaine          |           |             |
| les 100 Jours                            |          | Pierre Courtoux          |           |             |
| 1800                                     | 1815     | Amable des Ulmes         |           |             |
| 1791                                     | 1791     | Louis Gaudry             |           |             |
| 1790                                     | 1791     | Bernard Antoine Frébault |           | Curé        |
| Les données manquantes sont à compléter. |          |                          |           |             |

## Démographie
L'évolution du nombre d'habitants est connue à travers les recensements de la population effectués dans la commune depuis 1793. Pour les communes de moins de 10 000 habitants, une enquête de recensement portant sur toute la population est réalisée tous les cinq ans, les populations de référence des années intermédiaires étant quant à elles estimées par interpolation ou extrapolation. Pour la commune, le premier recensement exhaustif entrant dans le cadre du nouveau dispositif a été réalisé en 2006.

En 2022, la commune comptait 270 habitants, en évolution de −9,4 % par rapport à 2016 (Nièvre : −3,28 %, France hors Mayotte : +2,11 %).
| 1793 | 1800 | 1806 | 1821 | 1831 | 1836 | 1841 | 1846  | 1851  |
| ---- | ---- | ---- | ---- | ---- | ---- | ---- | ----- | ----- |
| 783  | 614  | 741  | 755  | 833  | 849  | 919  | 1 002 | 1 031 |

| 1856  | 1861  | 1866  | 1872  | 1876  | 1881  | 1886  | 1891  | 1896  |
| ----- | ----- | ----- | ----- | ----- | ----- | ----- | ----- | ----- |
| 1 053 | 1 084 | 1 133 | 1 133 | 1 078 | 1 014 | 1 032 | 1 094 | 1 015 |

| 1901 | 1906 | 1911 | 1921 | 1926 | 1931 | 1936 | 1946 | 1954 |
| ---- | ---- | ---- | ---- | ---- | ---- | ---- | ---- | ---- |
| 960  | 930  | 848  | 731  | 659  | 610  | 586  | 587  | 507  |

| 1962 | 1968 | 1975 | 1982 | 1990 | 1999 | 2006 | 2011 | 2016 |
| ---- | ---- | ---- | ---- | ---- | ---- | ---- | ---- | ---- |
| 508  | 436  | 340  | 281  | 263  | 273  | 287  | 305  | 298  |

| 2021 | 2022 | - | - | - | - | - | - | - |
| ---- | ---- | - | - | - | - | - | - | - |
| 279  | 270  | - | - | - | - | - | - | - |

## Culture locale et patrimoine

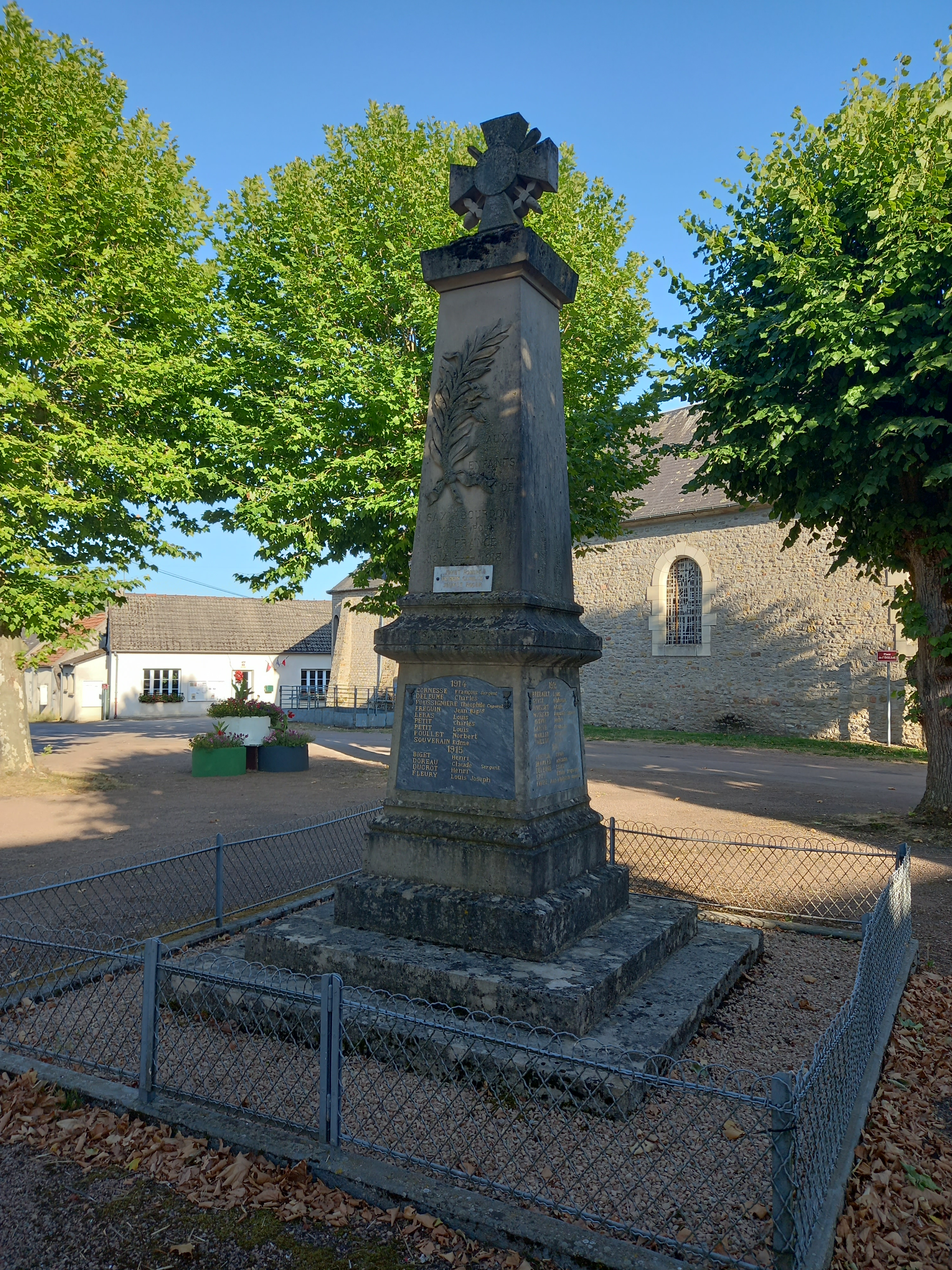
Monument aux morts.

### Lieux et monuments
- Le château de Fourcherenne, du XVe siècle, est le plus beau monument de Saxy.
- Mais il existe aussi dans la commune, deux manoirs, celui de Pontillard et celui de Trougny.
- L'église présente derrière l'autel une pietà inscrite à l'inventaire supplémentaire et une chapelle dédiée à saint Étienne par Étienne Masquin, le prêtre qui, au début du XVIIe siècle, a fait reconstruire l'église brûlée par les huguenots en 1570.
- On peut aussi visiter « l'huilerie des Fleury », une bâtisse ancienne qui conserve les installations d'une huilerie dans laquelle pendant deux siècles fut fabriquée de l'huile de noix, de navette.
- Plusieurs lavoirs et fontaines pittoresques.

### Personnalités liées à la commune
- La famille Commaille vit dans le village depuis le XVIIe siècle.

Les descendants de Jehan Commaille notaire au duché du Nivernais, à Alluy, au milieu du XVIe siècle, sont venus s'installer à Saxy-Bourdon dans la seconde moitié du XVIIe siècle en la personne de Pierre Commaille procureur fiscal. Il reste encore une branche dans le village aux Simonos et aux Bersa. La branche aînée se trouve à la Fermeté toujours dans la Nièvre.
Dans les années 1689, un Commaille, sans doute membre de cette famille se faisait appeler François de Commaille, sieur de Fontenelle, du nom d'une terre se situant à Jailly.
- Jacques Fleury, issu d'une famille installée à Saxi-Bourdon au milieu du XVIIe siècle a été député[Où ?] et vice-président de l’Assemblée Nationale. Il est l'auteur de plusieurs essais et livres sur la commune.